# Gyöngyössolymos
Gyöngyössolymos är en ort i Ungern.   Den ligger i provinsen Heves, i den centrala delen av landet, 80 km nordost om huvudstaden Budapest. Gyöngyössolymos ligger 238 meter över havet och antalet invånare är 3 160.
Terrängen runt Gyöngyössolymos är kuperad åt nordost, men åt sydväst är den platt. Terrängen runt Gyöngyössolymos sluttar söderut. Runt Gyöngyössolymos är det ganska tätbefolkat, med 116 invånare per kvadratkilometer. Närmaste större samhälle är Gyöngyös, 3,9 km söder om Gyöngyössolymos. Runt Gyöngyössolymos är det i huvudsak tätbebyggt.